# Boston Yanks
I Boston Yanks sono stati una squadra di football americano della National Football League con sede a Boston. Fecero parte della National Conference, disputando le stagioni dal 1944 al 1948 al termine della quale si sciolsero e vennero sostituiti con la nuova franchigia dei New York Bulldogs, sempre però appartenente allo stesso proprietario: Ted Collins.

## Giocatori importanti

### Membri dellaPro Football Hall of Fame
Quello che segue è l'elenco delle personalità che hanno fatto parte dei Boston Yanks che sono state ammesse nella Pro Football Hall of Fame con l'indicazione del ruolo ricoperto nella squadra, il periodo di appartenenza e la data di ammissione (secondo cui è stato ordinato l'elenco).
- Ace Parker, quarterback nel 1945, ammesso nel 1972.